# Akasquy Indijanci
Akasquy, nestalo, vjerojatno Caddoan pleme, koje je posjetio La Salle u siječnju 1687. u kraju uz donji tok rijeke Brazos u Teksasu, između Palaquesson i Penoy Indijanaca. Nosili su odjeću od bizonovog krzna i ogrtače dekorirane ptičjim perjem.

## Vanjske poveznice
- Akasquy Indians